# Chiesa di Sant'Alessandro (Ono San Pietro)
La chiesa di Sant'Alessandro è la parrocchiale di Ono San Pietro, in provincia e diocesi di Brescia; fa parte della zona pastorale della Media Val Camonica.

## Storia
La comunità di Ono San Pietro, all'origine dipendente dalla pieve di Cemmo, divenne parrocchia autonoma presumibilmente nel XV secolo e la chiesa di Sant'Alessandro è menzionata Catalogo queriniano del 1532; essa fu visitata nel 1562 da monsignor Pandolfi e nel 1567 dal vescovo Domenico Bollani, il quale ordinò di imbiancarla.
Dalla relazione della visita pastorale del 1580 dell'arcivescovo di Milano Carlo Borromeo si apprende che a servizio della cura d'anime v'era il solo parroco, che i fedeli erano circa 400 e che la chiesa di Sant'Alessandro, dotata di due altari, era sede delle scuole del Santissimo Sacramento e dei Disciplini.
Alla fine del XVII secolo fu eretto il campanile e tra il 1749 e il 1750 si provvide a realizzare la sagrestia, voluta da don Bartolomeo Cortellini.
La prima pietra della nuova parrocchiale venne posta nel 1798 per interessamento di don Pietro Quistini; l'edificio fu terminato nel 1809.
Negli anni settanta si provvide a restaurare la chiesa e a rifare il tetto e il 14 aprile 1989, come stabilito dal Direttorio diocesano per le zone pastorali, la parrocchia entrò a far parte della neo-costituita zona pastorale della Media Val Camonica; nel 1996, in ottemperanza alle norme postconciliari, vennero realizzare l'ambone e l'altare rivolto verso l'assemblea.

## Descrizione

### Esterno
La facciata a capanna della chiesa, rivolta a sudovest e suddivisa da una cornice marcapiano in due registri, entrambi tripartiti da lesene, presenta sotto il portale d'ingresso timpanato e sopra una finestra coronata dal timpano di forma semicircolare; il prospetto è coronato dal frontone triangolare. 
Annesso alla parrocchiale è il campanile in pietra a base quadrata, la cui cella presenta una monofora per lato.

### Interno
L'interno dell'edificio si compone di un'unica navata, sulla quale si affacciano le cappelle laterali, introdotte da archi a tutto sesto, e le cui pareti sono scandite da paraste sorreggenti il cornicione sopra il quale si imposta la volta a botte; al termine dell'aula si sviluppa il presbiterio, rialzato di due gradini.
Qui sono conservate diverse opere di pregio, tra le quali l'altare maggiore, costruito nel biennio 1908-09, la statua di Sant'Agnese, inaugurata nel 1906, e la Via Crucis risalente al 1731.